# Markus Pflüger

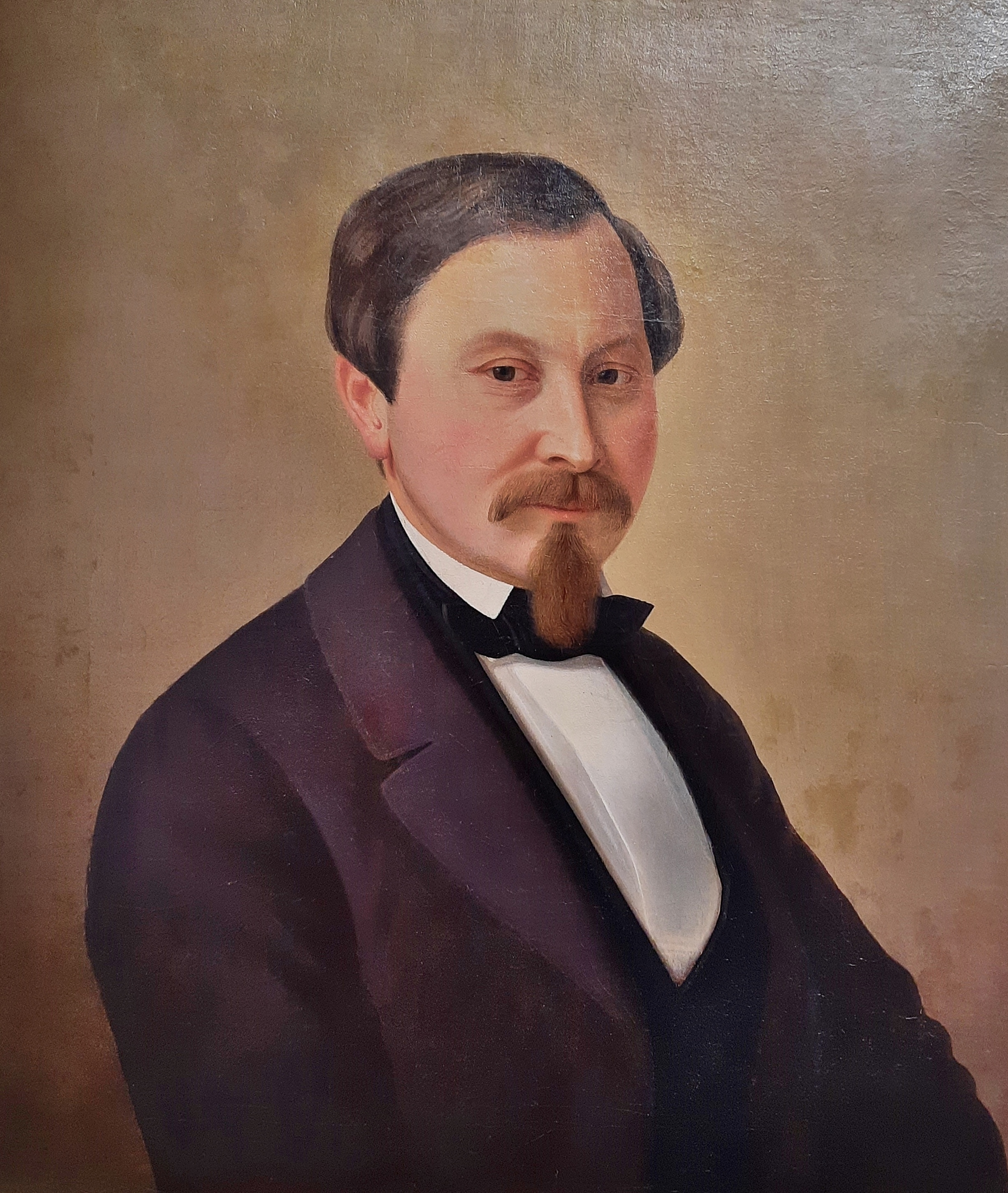
Markus Pflüger 1866

Markus Pflüger (* 8. Mai 1824 in Lörrach; † 5. September 1907 ebenda) war ein deutscher Revolutionär und Politiker, 1871 bis 1903 Abgeordneter des Badischen Landtags, 1874 bis 1898 des deutschen Reichstages, zunächst für die Nationalliberale Partei, später für die Deutsche Freisinnige Partei.

## Leben

Markus Pflüger

Er war das erstgeborene Kind des aus Schopfheim stammenden Metzgermeisters und Lörracher Hirschwirts Markus Pflüger und der Kanderner Metzgertochter Elisabetha Senn. Nach dem Besuch des Lörracher Pädagogiums an der Basler Straße, dem Vorläufer des Hebel-Gymnasiums, folgten mehrere Lehr- und Wanderjahre in Frankreich, England und der Schweiz. In die Heimat zurückgekehrt, bewirtschaftete er den „Hirschen“, der damals der größte Lörracher Gasthof und gleichzeitig die örtliche Posthalterei war. Heute befindet sich dort das Kaufhaus Karstadt. Am 22. Januar 1850 heiratete er die Grenzacher Wirtstochter Johanna Magdalena Müller.
Pflüger war ein linksliberaler Freisinniger. Seine politische Bedeutung liegt darin, dass der damals erst 24-Jährige als Vorsitzender des Komitees für die Volksbewaffnung sowie als Hauptmann des 1. Fähnleins dieser Bürgerwehr wesentlich den Boden bereitete für den anfänglichen Erfolg des republikanischen Aufstands in Lörrach unter Gustav Struve im Zuge der Märzrevolution im Großherzogtum Baden (Struve-Putsch). Am 21. September 1848 rief Struve vom Balkon des Lörracher Rathauses eine Republik aus. Am Amtshaus und auch an der Posthalterei Pflügers wurden anschließend auf Geheiß Struves Tafeln mit der Aufschrift „Deutsche Republik“ angebracht. Nach der Niederschlagung der badischen Revolution musste Markus Pflüger wie Struve zeitweise in die nahe gelegene, liberale Schweiz fliehen. Pflüger änderte jedoch seine Haltung und sein politisches Engagement auch später nicht. Noch 1898 veranstaltete er in seinem Gasthaus eine Feier zur Erinnerung an die 50 Jahre zuvor erfolgte Badische Revolution.
Von 1858 bis 1903 war er Mitglied im Lörracher Gemeinderat, von 1871 bis 1903 gehörte er dem Badischen Landtag an. Von 1874 bis 1898 war er – mit einer Unterbrechung – zusätzlich Abgeordneter im Reichstag in Berlin. Aufgrund seiner linksliberalen Einstellung – Pflüger war auch ein strikter Gegner von Reichskanzler Otto von Bismarck – wurde er in Lörrach angefeindet und 1887 nicht mehr gewählt, worauf er 1890 und 1893 im Wahlkreis Karlsruhe/Bruchsal kandidierte und dort gewählt wurde. Bei der Spaltung der Deutschen Freisinnigen Partei 1893, schloss sich Pflüger der von Eugen Richter geführten Freisinnigen Volkspartei an, die gegen die Militärpläne des Reichskanzlers Leo von Caprivi stimmte.
Die folgende Tabelle zeigt seine Partei- und Wahlkreiswechsel:
| Reichstag | Wahlkreis im Großherzogtum Baden  | Partei                                                                                    | gewählt |
| --------- | --------------------------------- | ----------------------------------------------------------------------------------------- | ------- |
| 1874–1877 | Wahlkreis 4: Lörrach, Müllheim    | Nationalliberale Partei                                                                   | ja      |
| 1877–1878 | Wahlkreis 4: Lörrach, Müllheim    | Nationalliberale Partei                                                                   | ja      |
| 1878–1881 | Wahlkreis 4: Lörrach, Müllheim    | Nationalliberale Partei                                                                   | ja      |
| 1881–1884 | Wahlkreis 4: Lörrach, Müllheim    | Liberale Vereinigung                                                                      | ja      |
| 1884–1887 | Wahlkreis 4: Lörrach, Müllheim    | Deutsche Freisinnige Partei (DFP)                                                         | ja      |
| 1887–1890 | Wahlkreis 4: Lörrach, Müllheim    | Deutsche Freisinnige Partei (DFP)                                                         | nein    |
| 1890–1893 | Wahlkreis 10: Karlsruhe, Bruchsal | Deutsche Freisinnige Partei (DFP)                                                         | ja      |
| 1893–1898 | Wahlkreis 10: Karlsruhe, Bruchsal | Deutsche Freisinnige Partei (DFP); nach deren Spaltung 1893 Freisinnige Volkspartei (FVp) | ja      |
| 1898      | kandidierte nicht mehr            |                                                                                           | nein    |

Pflüger war auch auf anderen Gebieten aktiv. So erreichte er gemeinsam mit weiteren Mitstreitern den Bau der Wiesentalbahn, die erste im Großherzogtum Baden privat finanzierte Bahnstrecke; das erste Teilstück bis Schopfheim wurde am 7. Juni 1862 eröffnet. Sie schloss Lörrach ans Schienennetz des Deutschen Reiches an und trug somit wesentlich zum Aufschwung der Stadt bei. In Lörrach war Pflüger außerdem Kirchengemeinderat, Mitbegründer der Freiwilligen Feuerwehr und der Kreishypothekenbank. Die älteste soziale Einrichtung des Landkreises Lörrach, ein 1877 erbautes Pflegeheim für behinderte, suchtkranke und vereinsamte alte Menschen in Schopfheim-Wiechs, entstand auf Initiative von Markus Pflüger.

## Ehrungen
Die Markus-Pflüger-Straße in Lörrach und das von ihm initiierte, bis heute bestehende Pflegeheim Markus-Pflüger-Heim in Wiechs sind nach ihm benannt. Seit 2010 verleiht die Stadt Lörrach zum Neujahrsempfang den Markus-Pflüger-Preis. Der Preis soll alle zwei Jahre an maximal zwei verdiente Bürger verliehen werden und besteht aus einer vom Lörracher Künstler Rudolf Scheurer geschaffenen Skulptur.